# Andriivka, Bârzula
Andriivka (în ucraineană Андріівка) este un sat în comuna Cuialnic din raionul Bârzula, regiunea Odesa, Ucraina.

## Demografie
Componența lingvistică a localității Andriivka
     Ucraineană (83,33%)
     Rusă (11,11%)
     Română (5,56%)
Conform recensământului din 2001, majoritatea populației localității Andriivka era vorbitoare de ucraineană (83,33%), existând în minoritate și vorbitori de rusă (11,11%) și română (5,56%).